# Noboru Ueda
Noboru Ueda (上田昇?, Ueda Noboru; Aichi, 23 luglio 1967) è un pilota motociclistico giapponese ritiratosi dall'attività agonistica nel 2002.
Insieme a Can Öncü è l'unico pilota nella storia del Motomondiale ad aver vinto la gara d'esordio.

## Carriera
Ueda ha corso tutta la sua carriera nel campionato mondiale classe 125. Iniziò nella stagione 1991 vincendo come wild card la gara d'esordio, il Gran Premio motociclistico del Giappone, in sella ad una Honda. Nella stessa gara aveva dapprima ottenuto la pole position e ha ottenuto anche il giro più veloce. Ueda vinse un premio pecuniario messo in palio dalla sua Federazione riservato alla migliore wild card, che gli consentì di continuare anche per il resto del campionato. Ueda si adattò benissimo ai tracciati europei vincendo un combattutissimo Gran Premio motociclistico di Spagna, e calando in rendimento solo nel finale di stagione. Questi risultati gli valsero il quinto posto della classifica generale. 
In seguito, dalla stagione successiva e sino al 2002 corse sempre in sella alla stessa moto e nella stessa classe. Al termine del GP della Comunità Valenciana 2002 disputato in sella ad una Honda del team Semprucci Angaia Racing ha annunciato il suo ritiro dalle competizioni. Ueda ottenne come migliori risultati due secondi posti in campionato, dietro a Kazuto Sakata nel 1994 e a Valentino Rossi nel 1997. Ueda ha inoltre il primato di essere il pilota ad aver corso più gran premi in classe 125 di tutti, essendo sceso in pista in 160 GP, vincendone tredici (di cui l'ultima vittoria risale al Gran Premio d'Italia nel 2001) e ottenendo 39 podi.

## Risultati nel motomondiale
| 1991 | Classe | Moto  |   |   |    |   |     |  |   |     |    |   |   |     |    |    |   |  | Punti | Pos. |
| ---- | ------ | ----- | - | - | -- | - | --- |  | - | --- | -- | - | - | --- | -- | -- | - |  | ----- | ---- |
| 1991 | 125    | Honda | 1 | 3 | NE | 1 | Rit |  | 3 | Rit | 12 | 5 | 5 | Rit | 17 | NE | 7 |  | 105   | 5º   |

| 1992 | Classe | Moto  |     |    |    |     |   |   |     |  |   |   |   |   |   |  |  |  | Punti | Pos. |
| ---- | ------ | ----- | --- | -- | -- | --- | - | - | --- |  | - | - | - | - | - |  |  |  | ----- | ---- |
| 1992 | 125    | Honda | Rit | 16 | 11 | Rit | 3 | 8 | Rit |  | 8 | 2 | 3 | 7 | 5 |  |  |  | 57    | 9º   |

| 1993 | Classe | Moto  |   |   |   |   |     |    |     |   |   |   |   |     |   |   |  |  | Punti | Pos. |
| ---- | ------ | ----- | - | - | - | - | --- | -- | --- | - | - | - | - | --- | - | - |  |  | ----- | ---- |
| 1993 | 125    | Honda | 8 | 4 | 5 | 5 | Rit | 11 | Rit | 1 | 6 | 6 | 4 | Rit | 4 | 6 |  |  | 129   | 5º   |

| 1994 | Classe | Moto  |   |   |     |   |   |   |     |   |   |   |   |   |   |   |  |  | Punti | Pos. |
| ---- | ------ | ----- | - | - | --- | - | - | - | --- | - | - | - | - | - | - | - |  |  | ----- | ---- |
| 1994 | 125    | Honda | 7 | 1 | Rit | 4 | 2 | 6 | Rit | 1 | 1 | 6 | 2 | 9 | 2 | 6 |  |  | 194   | 2º   |

| 1995 | Classe | Moto  |   |    |    |   |   |     |     |     |     |   |   |    |     |  |  |  | Punti | Pos. |
| ---- | ------ | ----- | - | -- | -- | - | - | --- | --- | --- | --- | - | - | -- | --- |  |  |  | ----- | ---- |
| 1995 | 125    | Honda | 5 | 21 | 14 | 5 | 2 | Rit | Rit | Rit | Rit | 9 | 5 | 13 | Rit |  |  |  | 65    | 12º  |

| 1996 | Classe | Moto  |   |   |    |   |    |   |   |    |   |    |     |    |    |   |   |  | Punti | Pos. |
| ---- | ------ | ----- | - | - | -- | - | -- | - | - | -- | - | -- | --- | -- | -- | - | - |  | ----- | ---- |
| 1996 | 125    | Honda | 9 | 6 | '3 | 3 | 12 | 4 | 4 | 12 | 6 | 11 | Rit | 11 | 11 | 6 | 8 |  | 126   | 7º   |

| 1997 | Classe | Moto  |   |   |   |   |   |     |   |   |     |   |   |   |   |   |   |  | Punti | Pos. |
| ---- | ------ | ----- | - | - | - | - | - | --- | - | - | --- | - | - | - | - | - | - |  | ----- | ---- |
| 1997 | 125    | Honda | 3 | 1 | 2 | 4 | 1 | Rit | 4 | 5 | Rit | 2 | 3 | 1 | 3 | 4 | 1 |  | 238   | 2º   |

| 1998 | Classe | Moto  |     |   |   |   |     |  |  |  |  |  |  |   |    |   |  |  | Punti | Pos. |
| ---- | ------ | ----- | --- | - | - | - | --- |  |  |  |  |  |  | - | -- | - |  |  | ----- | ---- |
| 1998 | 125    | Honda | Rit | 1 | 5 | 7 | Rit |  |  |  |  |  |  | 6 | 18 | 9 |  |  | 62    | 13º  |

| 1999 | Classe | Moto  |     |     |   |   |   |   |   |   |   |   |   |   |     |     |   |     | Punti | Pos. |
| ---- | ------ | ----- | --- | --- | - | - | - | - | - | - | - | - | - | - | --- | --- | - | --- | ----- | ---- |
| 1999 | 125    | Honda | Rit | Rit | 8 | 5 | 3 | 4 | 2 | 2 | 5 | 2 | 5 | 3 | Rit | Rit | 1 | Rit | 171   | 5º   |

| 2000 | Classe | Moto  |   |   |   |   |     |   |     |   |   |    |   |     |    |   |   |   | Punti | Pos. |
| ---- | ------ | ----- | - | - | - | - | --- | - | --- | - | - | -- | - | --- | -- | - | - | - | ----- | ---- |
| 2000 | 125    | Honda | 5 | 5 | 2 | 5 | Rit | 6 | Rit | 2 | 3 | 13 | 5 | Rit | 11 | 6 | 7 | 3 | 153   | 5º   |

| 2001 | Classe | Moto      |     |   |   |   |   |     |   |    |    |    |     |     |     |    |    |    | Punti | Pos. |
| ---- | ------ | --------- | --- | - | - | - | - | --- | - | -- | -- | -- | --- | --- | --- | -- | -- | -- | ----- | ---- |
| 2001 | 125    | TSR-Honda | Rit | 3 | 4 | 7 | 1 | Rit | 4 | 23 | NP | 11 | Rit | Rit | Rit | 11 | 11 | 13 | 94    | 9º   |

| 2002 | Classe | Moto  |   |    |    |     |    |  |  |  |  |  |     |    |    |    |    |     | Punti | Pos. |
| ---- | ------ | ----- | - | -- | -- | --- | -- |  |  |  |  |  | --- | -- | -- | -- | -- | --- | ----- | ---- |
| 2002 | 125    | Honda | 4 | 11 | 17 | Rit | NP |  |  |  |  |  | Rit | 25 | 27 | 18 | 21 | Rit | 18    | 23º  |

| Legenda | 1º posto        | 2º posto            | 3º posto            | A punti      | Senza punti        | Grassetto – Pole position Corsivo – Giro più veloce |
| Legenda | Gara non valida | Non qual./Non part. | Ritirato/Non class. | Squalificato | '-' Dato non disp. | Grassetto – Pole position Corsivo – Giro più veloce |